# Платанистия
Платанѝстия (на гръцки: Πλατανίστεια) е село в Кипър, окръг Лимасол. Според статистическата служба на Република Кипър през 2001 г. селото има 43 жители.
Намира се на 6 km северно от Писури.